# Джон Роміта-молодший
Джон Роміта-молодший (англ. John Romita Jr.; нар. 17 серпня 1956, Нью-Йорк, США) — американський художник коміксів, відомий своєю великою роботою для Marvel Comics з 1970-х до 2010-х років.

## Біографія

### Раннє життя
Джон Роміта-молодший — син Вірджинії (Бруно) і художника-коміка Джона Роміта-старшого, одного з підписаних художників-павуків з 1960-х років. Він вивчав мистецтво реклами та дизайн у Державному коледжі Фармінгдейл у Східному Фармінгдейлі, Нью-Йорк, закінчивши у 1976 році.

### Комікси Marvel
- The Amazing Spider-Man #208, 210—218, 223—227, 229—236, 238—250, 290—291, 400, 432, 500—508, 568—573, 584—585, 587—588, 600, Annual #11, 16 (1980—1984, 1987, 1995, 1998, 2003—2004, 2008—2009)
- The Amazing Spider-Man vol. 2, #22–27, 30–58 (2000—2003)
- The Avengers vol. 3 #35 (2000)
- The Avengers vol. 4 #1–12, 14, 16–17 (2010—2011)
- Чорна пантера vol. 3, #1–6 (2005)
- Cable: Blood and Metal #1–2 (miniseries, 1992)
- Капітан_Америка vol. 7, #1–10 (2013)
- Daredevil #250–257, 259—263, 265—276, 278—282, Annual #5 (1988—1990)
- Daredevil: Man Without Fear #1–5 (1993—1994)
- Dark Reign: The List — Punisher #1 (2009)
- Dazzler #1–3 (1981)
- Eternals vol. 3 #1–7 (2006—2007)
- Fallen Son Death of Captain America #4 (2007)
- Ghost Rider/Wolverine/Punisher: Hearts of Darkness #1 (1991)
- Heroes for Hope Starring the X-Men #1 (1985)
- The Incredible Hulk vol. 3 #24–25, 27–28, 34–39 (2001—2002)
- Iron Man #115–117, 119—121, 123—128, 141—150, 152—156, 256, 258—266 (1978—1982, 1990—1991)
- The Last Fantastic Four Story #1 (2007)
- Marvel Super Hero Contest of Champions #1–3 (1982)
- Marvel Super Special #5 (Kiss) (1978)
- The Mighty Avengers #15 (2008)
- Peter Parker: Spider-Man #57, 64–76, 78–84, 86–92, 94–95, 97–98 (1995—1998)
- Peter Parker: Spider-Man vol. 2, #1–3, 6–12, 14–17, 19 (1999—2000)
- The Punisher War Zone #1–8 (1992)
- Scarlet Spider #2 (1995)
- Sentry vol. 2 #1–8 (miniseries, 2005—2006)
- The Spectacular Spider-Man #50, 121 (1981, 1986)
- Spider-Man: The Lost Years #0, 1–3 (miniseries, 1995)
- Star Brand #1–2, 4–7 (1986—1987)
- Thor vol. 2, #1–8, 10–13, 16–18, 21–25 (1998—2000)
- Ultimate Vision #0 (2007)
- Uncanny X-Men #175–185, 187—197, 199—200, 202—203, 206—211, 287, 300—302, 304, 306—311, Annual #4 (1980—1986, 1992—1994)
- Wolverine vol. 3, #20–31 (2004—2005)
- World War Hulk #1–5 (2007—2008)
- X-Men: Legacy #208 (2008)
- X-Men Unlimited #7 (1994)